# Mendenhall River (Juneau)
Der Mendenhall River ist ein 12 km langer Fluss im Alaska Panhandle im äußersten Südosten des US-Bundesstaats Alaska.

## Verlauf
Der Mendenhall River bildet den Abfluss des 15 m hoch gelegenen Mendenhall Lake, der Gletscherrandsee am Fuße des Mendenhall-Gletschers, der Teil des Juneau Icefield ist. Er durchfließt das Mendenhall Valley in südsüdwestlicher Richtung und mündet in die Stephens Passage. Der Mendenhall River verläuft größtenteils entlang dem westlichen Stadtrand von Juneau, der Hauptstadt von Alaska. Die Brotherhood Bridge überspannt 4,5 km oberhalb der Mündung den Mendenhall River. Über die Brücke führt die Alaska Route 7. Nahe der Mündung befindet sich der internationale Flughafen von Juneau am linken Flussufer.
Auf dem Mendenhall River werden Rafting-Touren angeboten. Die Stromschnellen sind von den Schwierigkeitsgraden II und III.

## Wasserführung
Am Mendenhall Lake finden gelegentlich Gletscherläufe statt, die zu Sturzfluten im Mendenhall River führen.
Am 13. August 2025 wurden Teile der Stadt Juneau evakuiert, da ein weiterer Anstieg des Hochwassers des Mendenhall Rivers prognostiziert wird. Befürchtet wird eine Sturzflut aus einem Stau von Regen- und Schmelzwasser am Mendenhall-Gletscher ab 13. August 2025 nachmittags.